# Благовещенка (Здвинский район)
Благовещенка — упразднённый посёлок в Здвинском районе Новосибирской области. На момент упразднения входил в состав Нижнеурюмского сельсовета. Исключен из учётных данных в 1968 году.

## География
Посёлок располагался на западе района, на левом берегу реки Зайчиха, в 8,5 км (по прямой) к западу от села Светлое.

## История
В 1928 году посёлок Благовещенский состоял из 32 хозяйств. В административном отношении входил в состав Светловского сельсовета Нижне-Каргатского района Барабинского округа Сибирского края.
Упразднён в 1968 году.

## Население
По переписи 1926 г. в посёлке проживало 176 человек (94 мужчины и 82 женщины), основное население — украинцы